# Voetbalkampioenschap van Mulde 1925/26
In 1925/26 werd het derde voetbalkampioenschap van Mulde gespeeld, dat georganiseerd werd door de Midden-Duitse voetbalbond. 
VfB Preußen Greppin en VfL Bitterfeld eindigden samen op de eerste plaats. Greppin werd na een testwedstrijd kampioen, maar het was Bitterfeld dat afgevaardigd werd naar de Midden-Duitse eindronde. De club verloor meteen van verloor meteen van SV Fortuna Leipzig.
Greppin mocht naar een aparte eindronde voor vicekampioen, waarvan de winnaar nog kans maakte op de nationale eindronde. De club versloeg FC Sportfreunde 1910 Torgau met 0:11 en verloor in de tweede ronde van BV Olympia-Germania Leipzig. 

## Gauliga
| Plaats | Club                        | Wed. | W  | G | V  | Saldo | Ptn.  |
| ------ | --------------------------- | ---- | -- | - | -- | ----- | ----- |
| 1.     | VfB Preußen Greppin 1911    | 18   | 15 | 2 | 1  | 88:16 | 32:4  |
| 2.     | VfL 1911 Bitterfeld         | 18   | 15 | 2 | 1  | 63:26 | 32:4  |
| 3.     | VfL 1915 Wolfen             | 18   | 10 | 3 | 5  | 52:35 | 23:13 |
| 4.     | TV Friesen 1908 Bitterfeld  | 18   | 10 | 1 | 7  | 53:39 | 21:15 |
| 5.     | SpVgg 1907 Wittenberg       | 18   | 9  | 1 | 8  | 54:62 | 19:17 |
| 6.     | BC Union 1911 Sandersdorf   | 18   | 8  | 2 | 8  | 39:47 | 18:18 |
| 7.     | Holzweißiger SV             | 18   | 5  | 3 | 10 | 36:57 | 13:23 |
| 8.     | VfB Zscherndorf             | 18   | 5  | 0 | 13 | 27:50 | 10:26 |
| 9.     | FC Viktoria 1907 Wittenberg | 18   | 4  | 1 | 13 | 32:65 | 9:27  |
| 10.    | SV 1920 Roitzsch            | 18   | 1  | 1 | 16 | 27:74 | 3:33  |

|  | Play-off titel |
|  | Degradatie     |

Play-off
|  |                          |       |                     |  |
|  | VfB Preußen Greppin 1911 | 3 – 0 | VfL 1911 Bitterfeld |  |
|  |                          |       |                     |  |